# Kardos Lajos-emlékérem
A Magyar Tudományos Akadémia Pszichológiai Kutatóintézete fennállásának 100. évfordulója alkalmából, 2002-ben alapították a Kardos Lajos-emlékérem kitüntetést azon pszichológusok számára, akik a pszichológia tudomány területén kiváló eredményeket érnek el, s méltóak azokhoz a hagyományokhoz, amelyeket Kardos Lajos munkássága fémjelez.

## Kitüntetettek
- Csépe Valéria (2002)
- Gergely György (2002)
- Winkler István (2004)
- László János (2006)